# Donna in blu
La Donna in blu (Mujer de azul) è dipinto a olio su tela (133,5x100 cm) di Pablo Picasso, databile al 1901 e conservato nel Museo Nacional Centro de Arte Reina Sofía di Madrid.

## Storia e descrizione
A fine dell'anno 1900 Picasso era di ritorno da Parigi dopo aver visitato l'esposizione universale. Diretto a Malaga, si fermò a Barcellona e, per la prima volta, visitò il Museo del Prado a Madrid. Qui poté vedere le tele dei grandi maestri spagnoli del "Siglo de Oro" e ne rimase colpito, cercando subito dopo di arricchire il proprio stile con gli spunti di quella grande maniera del passato. Dopo aver passato qualche mese a Malaga decise infatti di stabilirsi a Madrid per circa un anno.
La Donna in blu è il dipinto più significativo di questa breve fase. In formato medio-grande, mostra la volontà dell'artista di mettersi in confronto coi grandi maestri del passato come Goya e Velázquez.
Su uno sfondo scuro posa una donna in maniera classica, abbigliata molto vistosamente, decentrata sulla sinistra e in una posa che valorizza la composizione del dipinto, con un braccio in avanti poggiato sul manico di un ombrello, quasi a occupare tutto lo spazio a disposizione. Il cappello è grande, con fioroni, ma ancora più grande è il fiocco azzurrino al collo, che contrasta col bustino blu scuro; i gioielli sono vistosi, la gonna con crinolina è enorme e occupa quasi tutta la metà inferiore del dipinto; una sciarpa in vita dà una nota di colore verde alla composizione. 
L'ispirazione proviene da ritratti come la Maria Anna d'Austria di Velázquez, o la Maria Luisa di Parma col tontillo di Goya. La pennellata densa e corposa ricorda El Greco, ma anche gli artisti post-impressionisti visti a Parigi, come Toulouse Lautrec o Van Gogh, con tocchi vibranti ad esempio nel volto, fatto di tratteggi che annullano le linee di contorno. 
L'opera non ottenne però il successo sperato: presentata all'Esposizione di Belle Arti di Madrid, non trovò acquirenti e raccolse dure critiche negative.